# Relaciones Chile-República del Congo
Las relaciones Chile-República del Congo son las relaciones internacionales entre la República de Chile y la República del Congo.

## Historia

### sigloXX
Las relaciones diplomáticas entre Chile y República del Congo fueron establecidas el 1 de junio de 1972.

## Relaciones comerciales
En 2023, el intercambio comercial entre ambos países ascendió a los 4,6 millones de dólares estadounidenses, lo que supuso un 21,1% de crecimiento promedio anual en los últimos cinco años. Los principales productos exportados por Chile fueron jurel y manufacturas siderúrgicas, mientras que Congo exportó café sin tostar y muebles de metal.

## Misiones diplomáticas
- Chile no cuenta con representaciones diplomáticas ni consulares en Brazzaville.[3]
- República del Congo no cuenta con representaciones diplomáticas ni consulares en Santiago de Chile.[3]